# Iwo Andrzej Guillon de Keranrum
Iwo Andrzej Guillon de Keranrum (ur. 8 marca 1748 w Lezardrieux, Finistere we Francji, zm. 3 września 1792 w Paryżu) – błogosławiony Kościoła katolickiego

## Życiorys
Urodził się 8 marca 1748 roku. Wkrótce został wyświęcony na kapłana. W czasie rewolucji francuskiej został zamordowany 3 września 1792 roku. Beatyfikowany przez papieża Piusa XI 17 października 1926 roku w grupie 191 męczenników z Paryża.